# Borough of Tunbridge Wells
Tunbridge Wells ist ein Verwaltungsbezirk mit dem Status eines Borough in der Grafschaft Kent in England. Er ist nach dem Verwaltungssitz Tunbridge Wells benannt, in dem knapp die Hälfte der Bevölkerung lebt. Das Borough ist in zehn Kreise (wards) aufgeteilt. Acht davon liegen in der Stadt selbst, die übrigen umfassen die umliegenden Dörfer. Dazu gehören unter anderem Cranbrook, Paddock Wood, Pembury und Southborough.
Der Bezirk wurde am 1. April 1974 gebildet und entstand aus der Fusion des Municipal Borough Royal Tunbridge Wells, des Urban District Southborough, des Rural District Cranbrook und des größten Teils des Rural District Tonbridge.
Koordinaten: 51° 8′ 0″ N, 0° 16′ 0″ O